# Mörl von Pfalzen

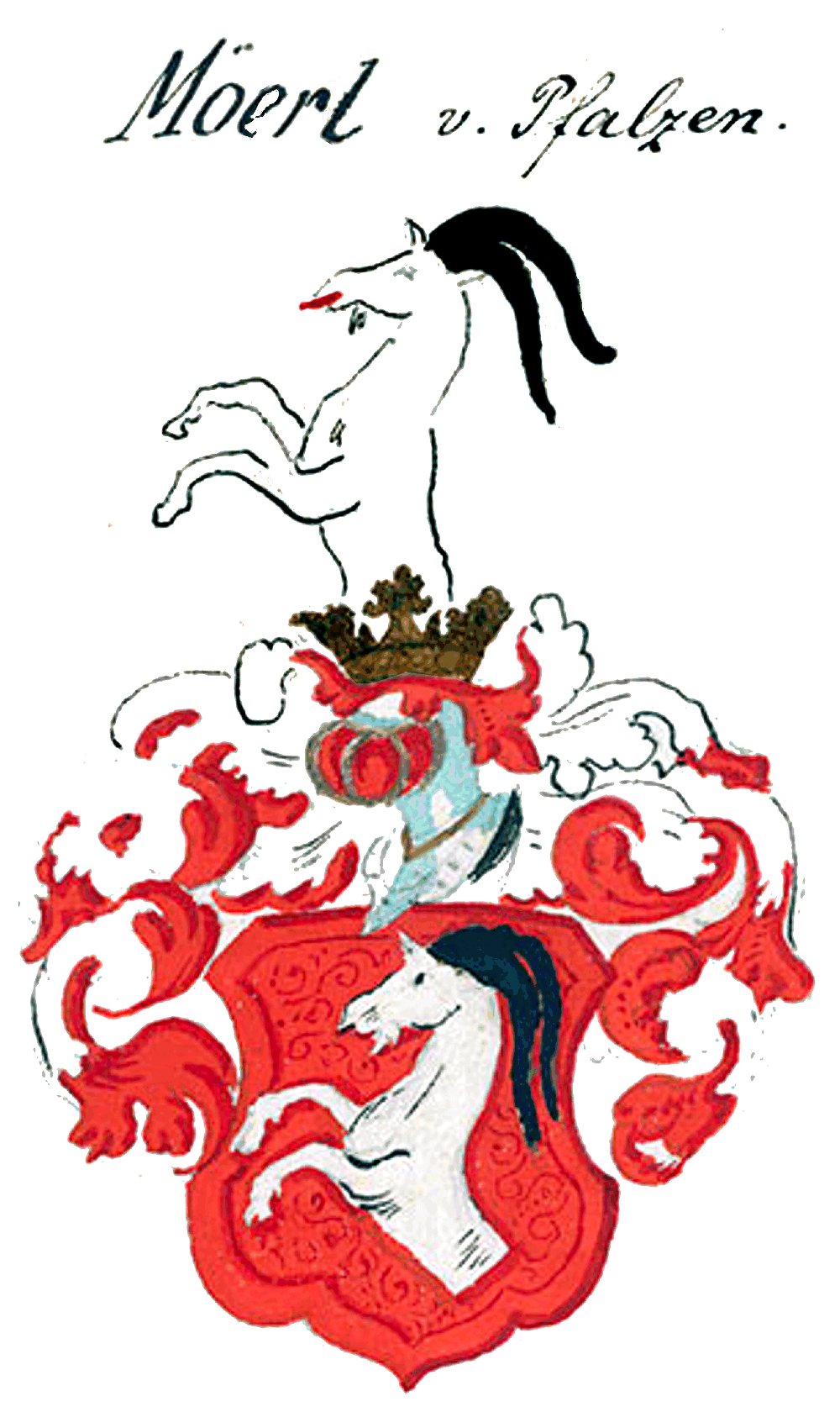
Wappen der Mörl von Pfalzen in der Fischnaler Wappenkartei

Mörl von Pfalzen zu Mühlen und Sichelburg ist der Name eines Uradelsgeschlecht aus der Grafschaft Tirol. 

## Geschichte
Das alte Pustertaler Geschlecht, das zu den ältesten Tirols zählt, erscheint erstmals 1085 mit Humbertus de Phalanze als Zeuge. Der ursprüngliche Name lautete Pfalzen. Die Stammreihe beginnt  mit dem 1139 erwähnten Reginhard von Pfalzen, Ministeriale des Bischofs von Brixen. Außer Pfalzen erhielten seine Nachkommen, seit ca. 1254 Lehen in Nauders nach dem sie sich zu Pfalzen und Nauders nannten. Die Hauptlinie ist mit Berthold II. von 1342 bis 1346 Probst von Kloster Neustift erloschen. Einer jüngeren Linie entstammte Achatius von Pfalzen, der Dorothea Lipp heiratete, die den Ansitz Mühlen bei Issing in die Familie brachte. Sein Sohn Peter († 1430), Landrichter von Michaelsburg, erscheint von 1392 bis 1410 mit dem Zunamen "der Mörl". 1514 erfolgte die Eintragung in die Tiroler Adelsmatrikel. Michael von Mörl kaufte 1554 den Ansitz Sichelburg in Pfalzen. 1613 diente Hans von Mörl als Domherr von Brixen. Peter Mörl gründete die Linie Mörl von Pfalzen, Mühlen und Sichelburg und Maximilian die Linie Mörl von Stegen.

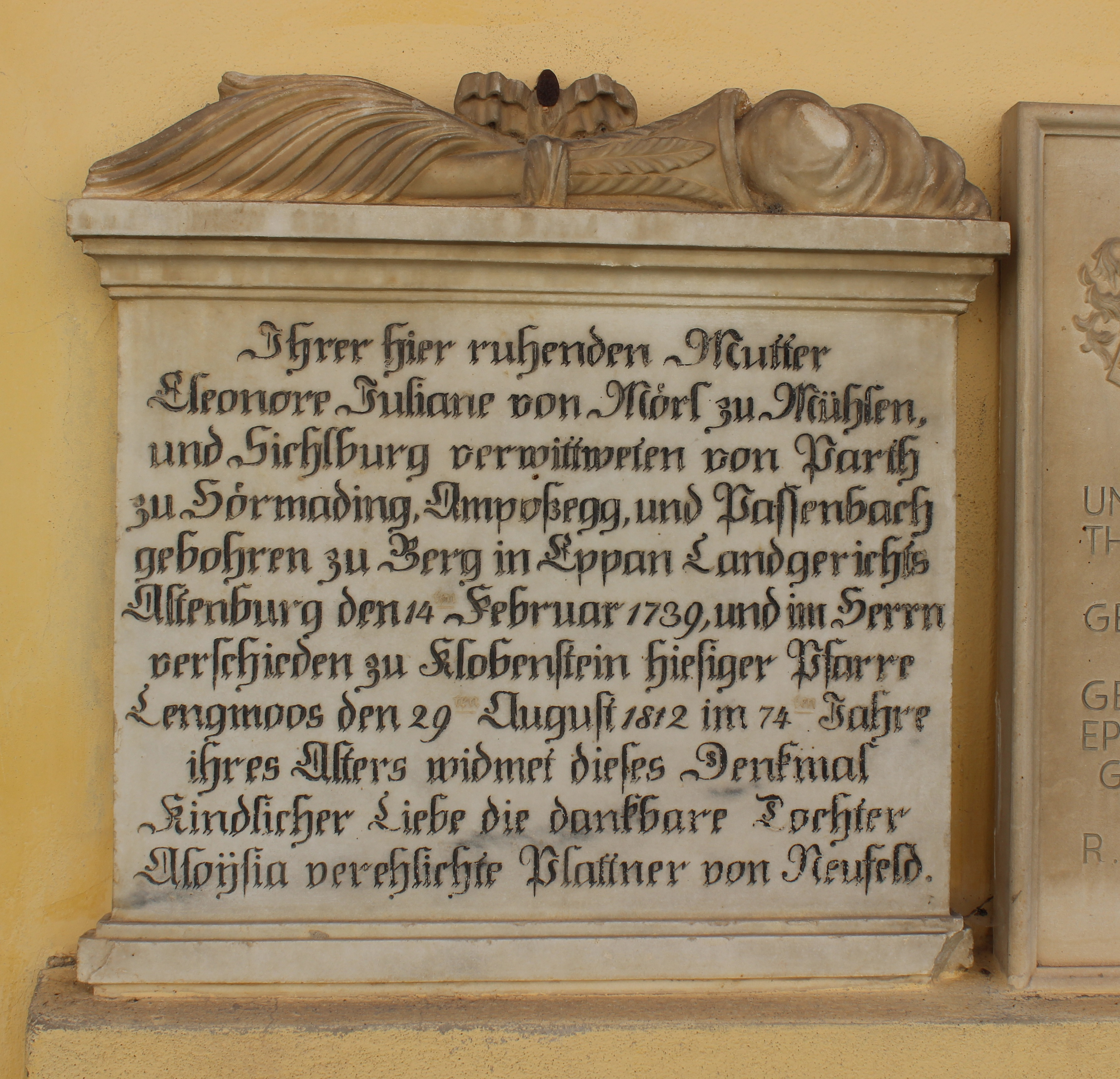
Grabstein von Elenore Juliane von Mörl zu Mühlen und Sichelburg

Ein Epitaph von 1617 zeigt Peter Paul Mörl von Pfalzen zu Mühlen und Sichelburg, seine Frau Margarethe von Rost zu Aufhofen und Kehlburg und dessen Kinder. Aus der Linie Stegen fungierten Jakob Philipp von Mörl († 1648) als Hofrat und Richter im Fürstbistum Brixen und Hans von Mörl als Viertelhauptmann. Mehrere Angehörige dienten in der kaiserlichen Armee: Peter von Mörl war k. k. Hauptmann und Gesandter in Graubünden und Paul († 1648) Hauptmann an der Eisack. Franz Paris Mörl von Mühlen und Sichelburg heiratete 1662 Veronika von Thalhammer, Erbin des Ansitzes Thalegg in Eppan. Dessen Söhne gründeten zwei Linien, davon Joseph Anton († 1744 in Eppan) die Linie Thalhammer-Mörl. Von 1723 bis 1747 fungierte Maria Antonia Mörl als Äbtissin des Benediktinerinnenstifts Sonnenburg. Die letzte aus der Linie Sichelburg Susanna Felicitas von Mörl († 1763) heiratete Georg Felix von Mayrhofen. Ende des 19. Jahrhunderts blühte das Geschlecht in Tirol noch in einer Linie in Karneid und einer in Eppan. In Österreich nannte sich die Familie nach dem Adelsaufhebungsgesetz Mörl-Pfalzen.    

## Besitzungen
- In Berg: Ansitz Mareit
- In Bruneck: Ansitz Mörl[7]
- In Eppan: Ansitz Windegg
- In Gufidaun: Ansitz Hohenaus
- In Issing: Ansitz Mühlen
- In Pfalzen: Ansitz Sichelburg[8]

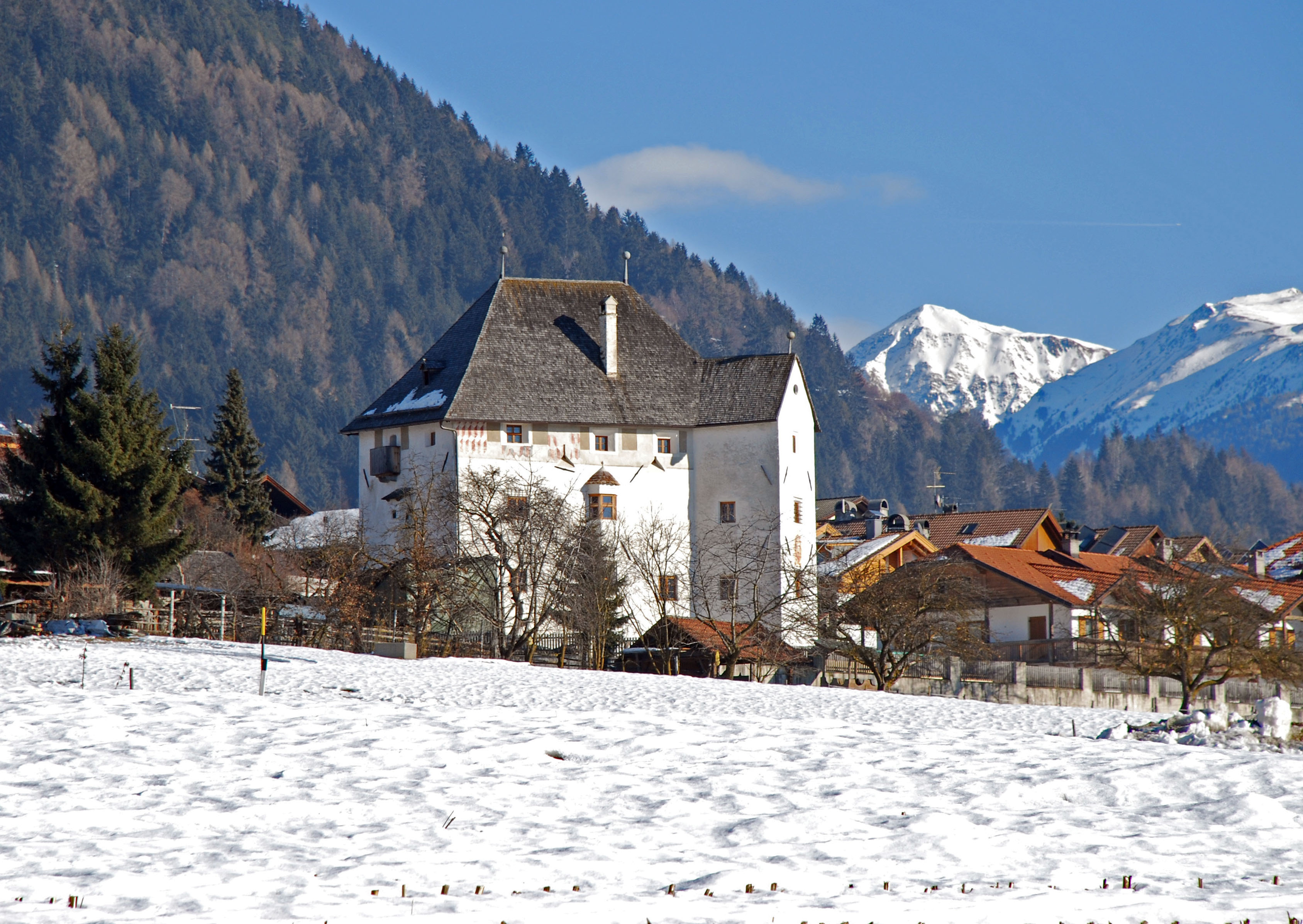
Ansitz Sichelburg

- In St. Michael: Ansitz Altenburg, Ansitz Angerburg, Ansitz Paschbach, Ansitz Thalegg

## Wappen
- Stammwappen: In Rot ein halber silberner Steinbock mit schwarzen Hörnern. Auf dem gekrönten Helm mit rot-silbernen Decken ein wachsender Steinbock.[9]

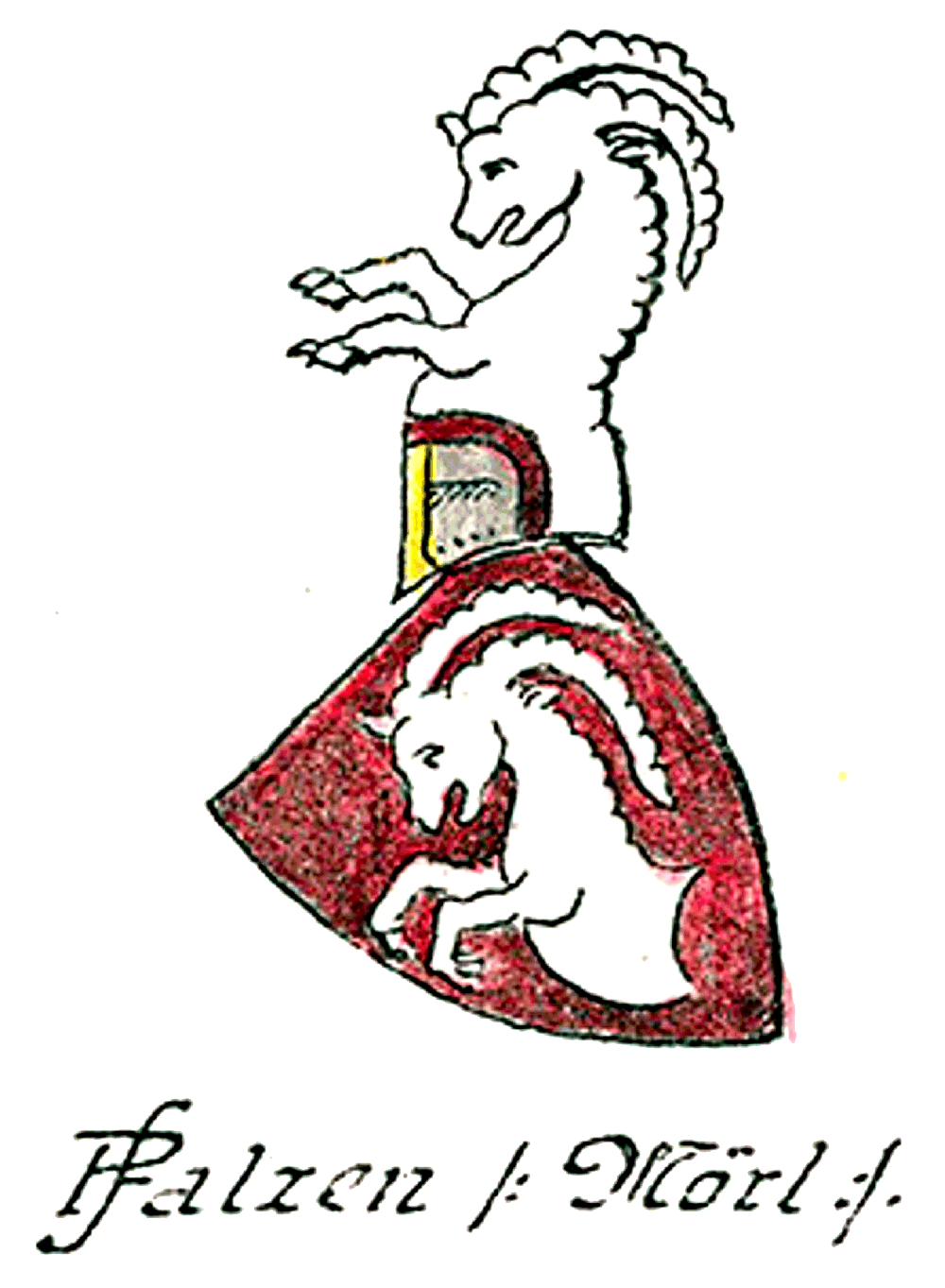
Stammwappen der Pfalzen/Mörl in der Fischnaler Wappenkartei
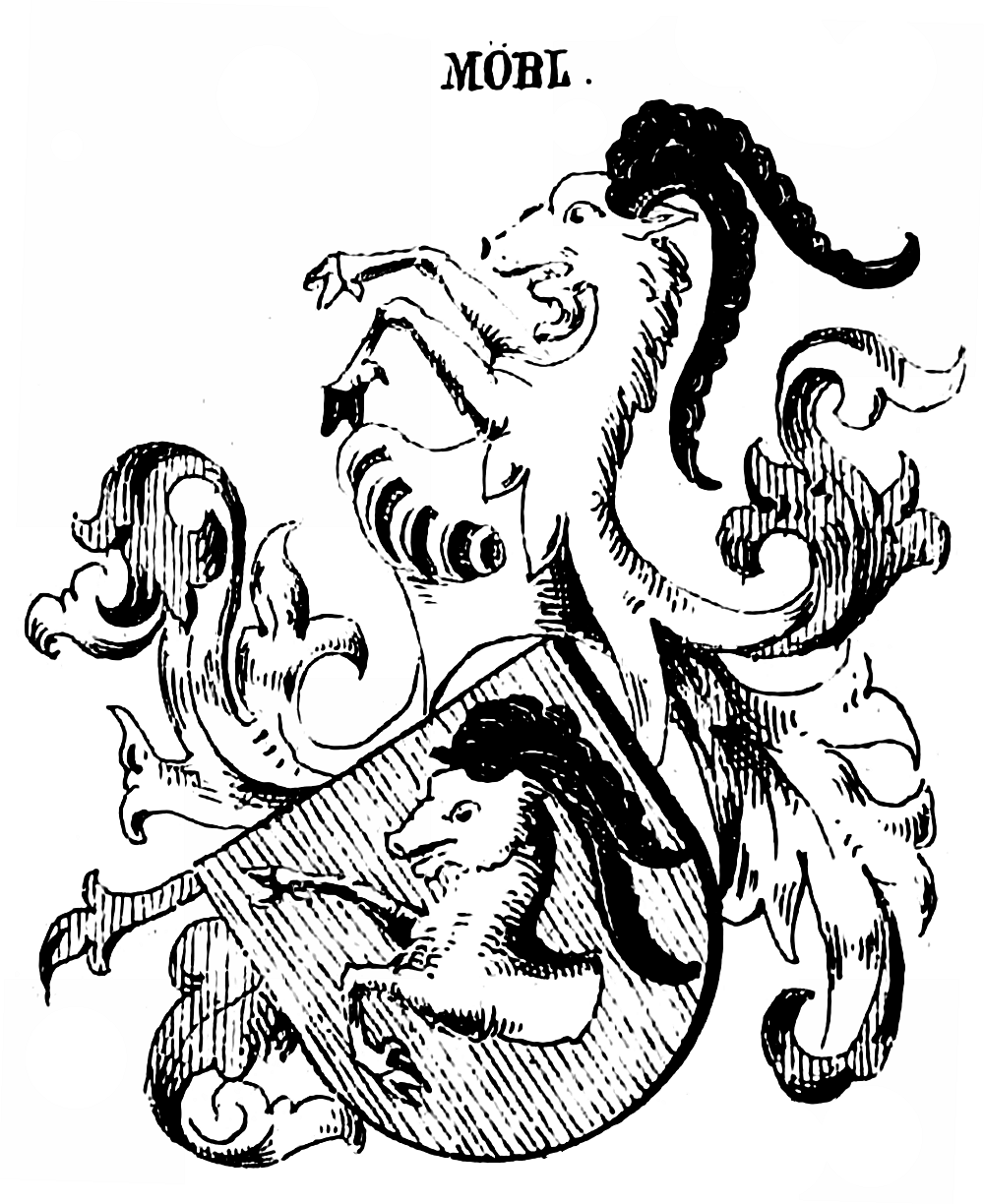
Wappen der Mörl in Siebmachers Wappenbüchern
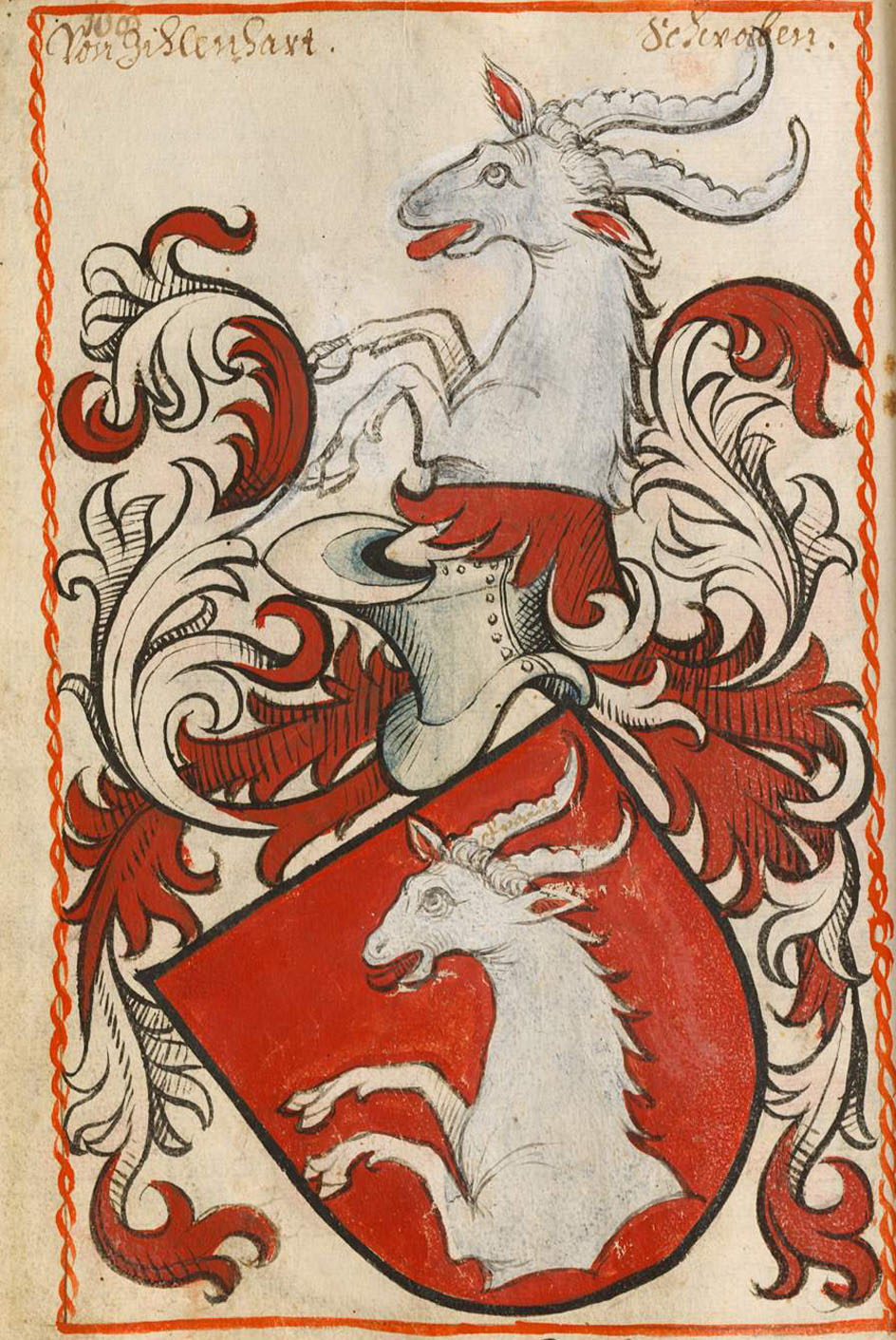
Wie die Zyllnhardt führen die Mörl in Rot einen halben silbernen Steinbock

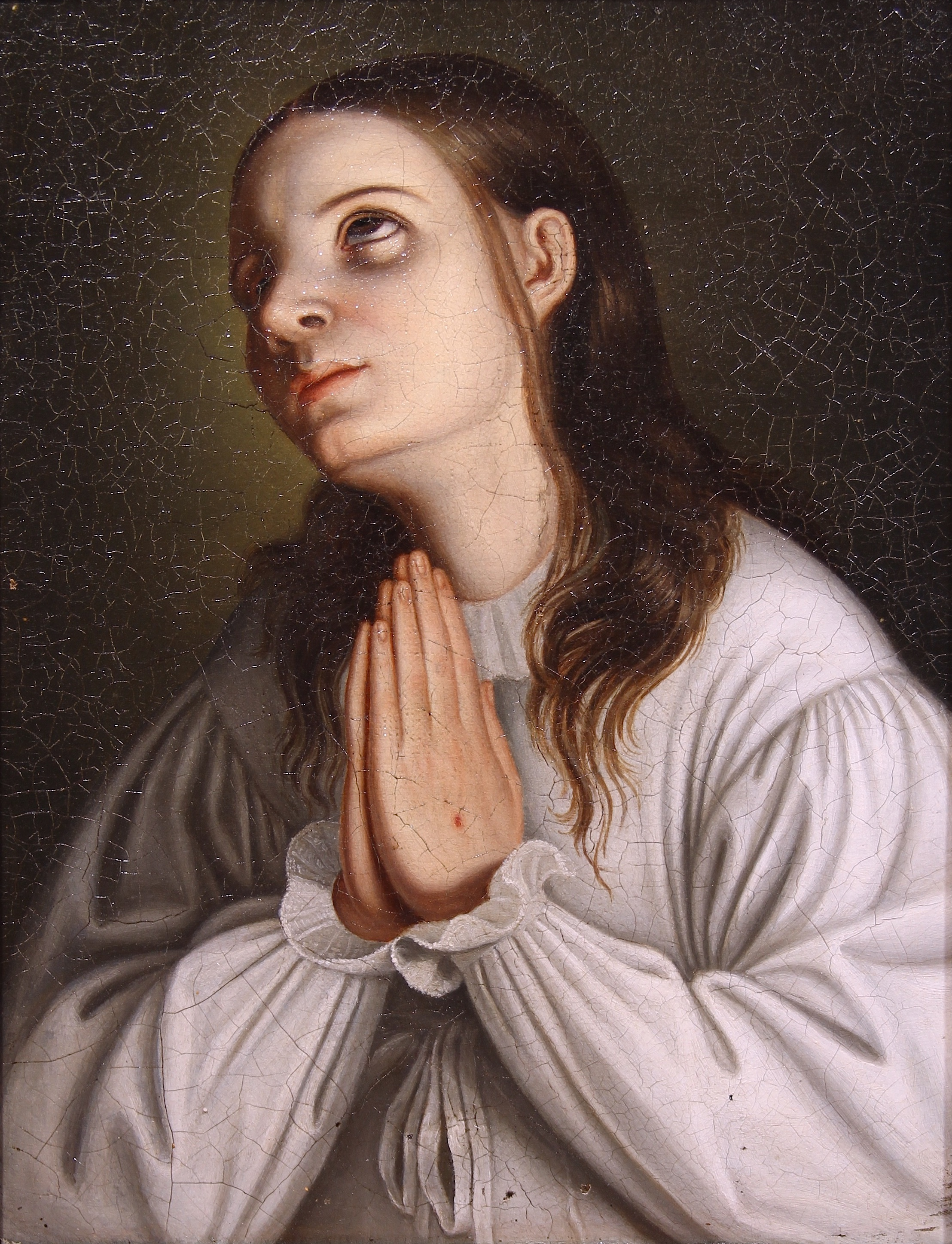
Maria von Mörl

## Persönlichkeiten
- Anton von Mörl zu Pfalzen und Sichelburg (1883–1958), österreichischer Verwaltungsjurist[11]
- Maria von Mörl (1812–1868), Südtiroler Mystikerin